# Entalpia de sublimació
L'entalpia de sublimació, també anomenada energia de sublimació o calor de sublimació, és la quantitat d'energia en forma de calor que ha de ser afegida a una unitat de substància sòlida, habitualment un mol, a pressió constant, per tal que passi a estat gasós, sense passar per la fase líquida. Aquest procés rep el nom de sublimació. L'entalpia de sublimació és una mesura quantitativa de la volatilitat d'un determinat sòlid.
Per tal que es produeixi la sublimació cal trencar les forces que mantenen unides les molècules o altres tipus d'especies químiques com els ions que formen el sòlid. Això només ho aconseguirem si aportem una certa quantitat d'energia a la substància a sublimar, sigui en forma de calor (Q) o de treball (W), la quantitat necessària depèn de cada sòlid i és un valor característic de la substància que s'acostuma a representar com {\displaystyle \Delta H_{(sub)}} o {\displaystyle \Delta H_{s}}i s'expressa habitualment en joules per mol de substància (freqüentment kJ/mol), però segons la publicació també es poden trobar altres unitats de massa com el quilogram o el gram i d'energia com la caloria.